# Tropische Rattenmilbe
Die Tropische Rattenmilbe (Ornithonyssus bacoti) ist ein blutsaugender Parasit, der Vögel, Nagetiere, Katzen und den Menschen befällt. Der Parasit stammt zwar ursprünglich aus den Tropen, kommt aber mittlerweile weltweit, mit Ausnahme der Polarregionen, vor. In Mitteleuropa kommt der Befall des Menschen vor allem im Zusammenhang von Heimtierhaltungen von Hamstern und anderen Nagern vor.

## Morphologie
Die Tropische Rattenmilbe ist eine langbeinige, sich schnell bewegende Milbe. Ihr ovaler Körper ist etwa 1 mm lang. Die Farbe ist weißlich, im vollgesogenen Zustand rot-schwarz. Aussehen und Lebenszyklus ähneln der
Nordischen Vogelmilbe. Allerdings haben die Rattenmilben-Weibchen drei Borstenpaare auf dem Sternalschild (vorderes der drei Bauchschilder) und die Borsten auf dem Rückenschild sind länger oder genauso lang wie auf der umgebenden Kutikula. Bei Männchen hat das einheitliche Bauchschild hinter dem vierten Beinpaar parallele Kanten. Der Körper trägt zahlreiche Borsten, so dass die Tiere behaarter als die Rote Vogelmilbe aussehen.

## Lebensweise
Adulte Weibchen leben etwa 70 Tage, saugen alle 2 bis 3 Tage Blut und legen dann etwa 100 Eier. Nach der etwa 20-minütigen Blutmahlzeit ziehen sich die Parasiten in Ritzen in der Umgebung des Wirts zurück. Die Entwicklung über Ei und Larvenstadien dauert bei günstigen Umgebungsbedingungen ein bis zwei Wochen, bei Temperaturen unter 15 °C verzögert sich die Larvenentwicklung. Beim Saugen stechen die Parasiten mit ihren Chelizeren die Haut an, was eine schmerzhafte und durch allergische Reaktion auf den Milbenspeichel auch juckende Hautreaktion auslöst. Außerhalb des Wirts kann die Tropische Rattenmilbe nur 10 Tage überleben.

## Taxonomie
Obsolete Synonyme der Art sind Liponyssus bacoti und Macronyssus bacoti.